# Kettőshangzó
A hagyományos fonetikában a kettőshangzó (idegen szóval diftongus) egyes szerzők szerint egy szótagban kiejtett két magánhangzó együttese. Ezek közül csak az egyik képezi a szótag magját, és csak ez hangsúlyozható, azaz szillabikus, a másik nem, azaz aszillabikus. Egy másik hagyományos meghatározás szerint a kettőshangzó aszillabikus része félhangzó.
Újabb nézetben a diftongus egy sajátos, hangzásilag nem egyenlő magánhangzó, amely ejtését a képzőszervek folytonos helyzetváltoztatása jellemzi, tehát egy bizonyos magánhangzói minőség hallható az elején, és egy másik a végén. Ezzel szemben a monoftongus (szó szerint ’egyeshangzó’) esetében a képzőszervek viszonylag csekély mértékben változtatják a helyzetüket.
A hagyományos nézetben eleinte csak fonetikai szempontból tekintették a kettőshangzót, de később fonológiai szempont is közrejátszott a kezelésében, ami főleg az újabb nézetben nyilvánul meg. Ugyanakkor véleménykülönbségek vannak az aszillabikus elem és maga a diftongus fonológiai státuszát illetően, azaz hogy ezek fonémák-e vagy sem. Ez azt is érinti, hogy mely hangcsoportokat tartanak diftongusoknak, és melyeket nem. Részletek erről az alábbi egyes nyelvekről szóló szakaszokban találhatók.
Általában emelkedő és eső diftongusokat különböztetnek meg. A hagyományos nézetben emelkedő diftongus az, amely félhangzó kezdetű, például a spanyol nyelvben [je] a bien ’jól’ szóban, eső pedig [ej] a ley ’törvény’-ben. Abban a nézetben, hogy a kettőshangzó egyféle magánhangzó, az emelkedőben a vége, az esőben pedig az eleje hangsúlyos. Más terminusokkal ezek megfelelője a nyitódó, illetve a záródó diftongus. Megint más terminusokkal ezek erősödő nyomatékűak, illetve gyengülő nyomatékúak.
A diftongusok fonetikai írása nem egységes, még a nemzetközi fonetikai ábécében (rövidítve IPA) sem. A szillabikus magánhangzóra általában ennek IPA jelét használják. Az aszillabikus rész írása történhet csak a megfelelő magánhangzó IPA jelével vagy ennek a félkarikával (◌̯) ellátott változatával, pl. [i̯], [u̯], [y̯] (a magyar ü-nek megfelelő), [e̯], [o̯] stb. Ha az első hármat approximánsoknak (közelítőhangoknak) nevezett mássalhangzóknak tekintik, akkor a [j], [w], illetve [ɥ] IPA jeleket használják helyettük. Erről is részletek az alábbi szakaszokban.

## A magyar nyelvben
Az ómagyar kor végéig (16. század) voltak diftongusok, de mindegyikük monoftongus lett, mégpedig hosszú magánhangzók lettek belőlük.
A mai magyar sztenderd nyelvváltozatban előfordul ugyan /j/ és magánhangzó csoportja, de a /j/ mássalhangzó fonémának tekintett, következésképpen az ilyen együttesek nem számítanak kettőshangzóknak. Ebben a nézetben csak egy diftongus van a sztenderd magyarban, [ɒu̯], olyan viszonylag nem régi jövevényszavakban, mint autó vagy trauma.
A magyar nyelvészetben szó van nem csak emelkedő és eső diftongusokról, hanem lebegő nyomatékúakról is, amelyekben nem változik a nyomaték. Ezek részeit a ͜   jellel kötik össze.
Mai magyar nyelvjárásokban vannak diftongusok. Már 19. századbeli feljegyzésekből kitűnik, hogy több régióban az ó, az ő és az é hosszú magánhangzók diftongusokká váltak. Olyan szavak is vannak, amelyek különböző nyelvjárásokban különböző felépítésűek. A. Jászó 2007 lebegőkként jelöli őket szokásosan írt magánhangzókkal, kivéve az ë-t. Példák:
jég (sztenderd) vs. jë͜ig;
kéz vs. ki͜ëz;
jó vs. ju͜o vs. jo͜u;
föld vs. főd (előbb csak az l elhagyásával és az ö megnyúlásával), majd vs. fü͜öd vs. fö͜üd.

## Az angol nyelvben
Az angol nyelv nyelvészetében nem egységes a diftongusok megítélése.
Például Rogers 2013 szerint a sztenderd brit angolban nyolc olyan eső diftongus van, amelyek fonémák, és a [j], [w] és [ə] szimbólumokat használja az aszillabikus részük jelölésére:
- /ej/ a say [sej] ’mond’ szóban;
- /əw/: tone [təwn] ’tónus’;
- /aj/: dine [dajn] ’vacsorázik’;
- /aw/: ''down [dawn] ’lent’;
- /ɔj/: coin [kɔjn] ’érme’;
- /ɪə/: idea [ajˈdɪə] ’ötlet’;
- /ɛə/: Sarah [ˈsɛə.rə];
- /ʊə/: jury [ˈd͡ʒʊə.ri] ’zsűri’.

Ugyanakkor szerinte elvileg akármelyik magánhangzó aszillabikus résszé válhat, és emelkedő diftongusok is keletkeznek így (pl. [ja], [wɛ] és [ɛw]), de csak a fenti nyolcat tartja fonémáknak.
Ezzel szemben Zsiga 2013 két kategóriát állapít meg, és az aszillabikus részeket a megfelelő magánhangzók IPA szimbólumaival írja (|ɪ] és [ʊ]):
- valódi diftongusok: [aɪ] (pl. a hide ’bújik, bújtat’ szóban), [aʊ] (crowd ’embertömeg’) és [ɔɪ] (void ’űr, üresség’);
- diftongussá váló magánhangzók, például [eɪ] vagy [oʊ].

A diftongusokat nem nevezi fonémáknak, hanem fonológiai szempontból azt jegyzi meg, hogy akkor tekinti őket valódiaknak, ha az aszillabikus részük hiánya jelentésmegkülönböztető, minimális párok keletkezését idézve elő, például:
find [faɪnd] ’talál’ vs. fond [fɒnd] ’vkit/vmit szerető’;
found [faʊnd] ’(meg)talált’ vs. fond;
soy [sɔɪ] ’szójabab’ vs. saw [sɔː] ’fűrész’.
Ha viszont egy [eɪ]-t vagy [oʊ]-t tartalmazó szóból hiányzik az [ɪ], illetve az [ʊ], ezzel nem keletkezik más szó, és ezért nem tartja valódi diftongusoknak. Diftongussá válás jellemző példája Zsiga 2013 szerint az, ahogyan angol ajkúak francia magánhangzókat ejtenek ki, pl. a café au lait ’tejeskávé’-t [kæfeɪ oʊ leɪ]-nek ejtik [kafe o lɛ] helyett.

## A francia nyelvben
A ófrancia nyelvben 16 kettőshangzó volt, 11 orális és 5 nazális, amelyek kiejtését sokszor adja vissza az illető szavak mai írása. Ezek a diftongusok magánhangzók lettek a középfranciában, például:
eux ’ők’ (hímnem) – ófrancia [ews] > mai francia [ø];
foi ’hit’ – [fɔj] > [fwa];
aube ’hajnal’ – [aw.bə] > [oːb];
pleine ’tele’ (nőnem) – [plɛ̃j.nə] > [plɛn].
Francia szerzők által írott, a mai franciára vonatkozó írásokban általában nincs szó diftongusról, csak egy szótagban egymást követő félhangzóról és magánhangzóról, vagy fordítva. Szerintük három félhangzó: [j], [w] és [ɥ] van: Az alábbi példákban szó belsejében ugyanabban a szótagban magánhangzó követi őket. Ezt a kiejtési módot szinerézisnek nevezik. Példák:
[j]: lion [ljɔ̃] ’oroszlán’;
[w]: louer [lwe] ’(ki)bérelni’;
[ɥ]: buée [bɥe] ’pára’.
Ezek a félhangzók az /i/, az /u/, illetve az /y/ (magyar ü) magánhangzóknak felelnek meg. A fenti példákban a félhangzó + magánhangzó külön szótagokban, tehát hangűrrel kiejtett két magánhangzóvá válhat, amely kiejtésmódot dierézisnek neveznek: [li.ɔ̃], [lu.e], illetve [by.e]. A szinerézisnek és a dierézisnek területi eloszlása van, de mindkettőt elfogadja a sztenderd. Párizsban és nyugat-Franciaországban a szinerézis a gyakoribb, északon (beleértve Belgiumot), keleten és délen pedig a dierézis. Ez utóbbi egyéni is lehet, még olyan régiókban is, ahol a szinerézis a gyakoribb.
Angolul írt munkákban mégis megtalálható az a nézet, hogy a mai franciában is vannak kettőshangzók. Tranel 1987 úgy véli, hogy nincsenek eső diftongusok, de legalább a [wa]-t, pl. az oiseau [waˈzo] ’madár’ szóban emelkedő diftongusnak lehet tekinteni. Chițoran 2002 a románnal kapcsolatban állított nézetével összhangban három diftongust lát a franciában:
[wa]: trois [tʁwa] ’három’;
[ɥi]: truite [tʁɥit] ’pisztráng’;
[wɛ̃]: groin [gʁwɛ̃] ’disznóorr’.
Francia területi nyelvváltozatokban vannak egyhangúlag diftongusoknak elfogadott hangcsoportok. Ilyen a québec-i francia, amelyben sztenderd francia hangsúlyos magánhangzóknak eső diftongusok felelnek meg. Példák:
mère ’anya’ – québec-i francia [mɛjr] vs. sztenderd francia [mɛːr];
pâle ’sápadt’ – [pɑwl] vs. [pɑːl];
curieuse ’kíváncsi’ (nőnem) – [kyˈrjœɥz] vs. [kyˈrjœːz].

## A spanyol nyelvben
A spanyol nyelvészetben hagyományosan úgy tartják, hogy a kettőshangzó egyazon szótagban kiejtett két magánhangzó. A szillabikus elemeket Kattán-Ibarra 2003 erős magánhangzóknak, az aszillabikusokat pedig gyenge magánhangzóknak nevezi, de ez utóbbiakat [j]-vel és [w]-vel írja át. Egyes szerzők semiconsonantes, szó szerint ’fél-magánhangzók’-nak nevezik ezeket, amikor diftongus első részei, és semivocales, szó szerint ’fél-mássalhangzók’-nak, amikor zárják a diftongust. Kattán-Ibarra 2003 szerint a spanyol diftongusok az alábbiak:
- emelkedő diftongusok:
  - [ja]: enviar ’irigyelni’;
  - [je]: bien ’jól’;
  - [jo]: serio ’komoly’;
  - [ju]: viudo ’özvegy’;
  - [wa]: Guatemala;
  - [we]: bueno ’jó’;
  - [wu]: ruido ’zaj’;
- eső diftongusok:
  - [aj]: aire ’levegő’;
  - [aw]: áureo ’aranyból való’;
  - [ej]: ley ’törvény’;
  - [ew]: Europa;
  - [oj]: hoy ’ma’.

Nem tekintik kettőshangzónak a [j] + magánhangzót szó elején.

## Az olasz nyelvben
Az olasz nyelvészet hagyományos nézetében is a diftongus egyazon szótagban kiejtett két magánhangzóból állónak tekintett. A Treccani enciklopédia az egyiket szillabikus magánhangzónak nevezi, a másik pedig szerinte vagy valódi magánhangzó, de aszillabikus, vagy semiconsonante. Az alábbi diftongusokat veszik számba:
- emelkedők:
  - [j] + magánhangzó:
    - [ja]: chiave ’kulcs’;
    - [je]: pieno ’tele’;
    - [jɛ]: soffietto ’fújtató’;
    - [jo]: fiore ’virág’;
    - [jɔ]: chiodo ’köröm’;
    - [ju]: piuma ’toll’;

  - [w] + magánhangzó:
    - [wa]: guado ’gázló’;
    - [we]: quello ’az’ (mutató névmás);
    - [wɛ]: quercia ’tölgy’;
    - [wi]: guida ’útmutató’;
    - [wo]: acquoso ’vizes’;
    - [wɔ]: quota ’kvóta’;
- esők:
  - magánhangzó + [j]:
    - [aj]: baita ’kunyhó’;
    - [ej]: potei ’tudtam, bírtam’ (passato remoto idő);
    - [ɛj]: sei ’hat’ (számnév);
    - [oj]: voi ’ti’;
    - [ɔj]: poi ’az(u)tán’;
    - [uj]: lui ’ő’ (hímnem);

  - magánhangzó + [w]:
    - [aw]: auto ’autó’;
    - [ew]: pleurite ’mellhártyagyulladás’;
    - [ɛw]: neutro ’semleges’;

A magánhangzó + [j] szóvégi diftongus általában csak akkor valósul meg, ha a szót nem követi szünet. Ha szünet követi, akkor mássalhangzó + i-ként hangzik, pl. poi [pɔːi], lui [luːi].
A gyors beszéd alkalmi diftongusokat okoz ott, ahol a lassú beszédben hangűr van:
- szó belsejében: biennale [bieˈnːaːle] → [bjeˈnːaːle] ’kétévente történő’;
- szavak közötti határon: buoni amici [ˈbwɔːni aˈmit͡ʃi] → [ˈbwɔːnjaˈmit͡ʃi] ’jó barátok’.

Újabb nézetben a /j/ és a /w/ nem félhangzók, hanem mássalhangzók, különbözőek azoktól az aszillabikus [i], illetve [u] magánhangzóktól, amelyeket egy szótagban ejtenek ki őket megelőző szillabikus magánhangzókkal. Következésképpen csak a fenti esőknek nevezettek lennének diftongusok, miközben az emelkedőknek nevezettek csak egyazon szótagbeli mássalhangzó + magánhangzó kombinációk.

## A román nyelvben
A román nyelvészetben is hagyományosan egy szótagban kiejtett félhangzónak és magánhangzónak tekintik a kettőshangzót, és ez szó elején, szón belül vagy szó végén is található.
Hagyományosan négy félhangzót tartanak számon ([i̯], [u̯], [e̯] és [o̯]). Amikor szüksége jelent meg annak, hogy fonológiai szempontból is kezeljék ezeket, egyes szerzők mind a négyet a nekik megfelelő magánhangzó fonémák allofónjainak tekintették.
Bidu-Vrănceanu 1997 szerint a román nyelvben 23 diftongus van:
- kilenc emelkedő:
  - [i̯] + magánhangzó:
    - [i̯a]: iarnă ’tél';
    - [i̯e]: piele ’bőr’;
    - [i̯o]: iod ’jód’;
    - [i̯u]: consiliu ’tanács’ (testület);

  - [u̯] + magánhangzó:
    - [u̯a]: steaua ’a csillag’;
    - [u̯ə]: plouă ’esik az eső’;

  - egyéb emelkedők:
    - [e̯a]: cafea ’kávé’;
    - [e̯o]: vreodată ’valamikor’;
    - [o̯a]: școală ’iskola’;
- 14 eső diftongus:
  - magánhangzó + [j]:
    - [ai̯]: cai ’lovak’;
    - [əi̯]: răi ’rosszak’;
    - [ɨi̯]: lămâi ’citromok, citromfa’;
    - [ei̯]: lei ’oroszlánok’;
    - [ii̯]: copii ’gyerekek’;
    - [oi̯]: oi ’juhok’;
    - [ui̯]: cuib ’fészek’;

  - magánhangzó + [w]:
    - [au̯]: dau ’adok’;
    - [əu̯]: rău ’rossz’;
    - [ɨu̯]: râu ’folyó’ (víztömeg);
    - [eu̯]: leu ’oroszlán’;
    - [iu̯]: viu ’élő’;
    - [ou̯]: bou ’ökör’;
    - [uu̯]: (eu) continuu ’folytatok’.

Több román diftongus a nyelvtörténet folyamán keletkezett a latinból örökölt szavakban és viszonylag régi jövevényszavakban. Egyesek a latinban hangsúlyos magánhangzók voltak, például sera > seară ’este’, pectus > piept ’mell’, coda > coadă ’farok’.
A mai nyelvben hagyományos nézetben diftongusok jönnek létre szavak közötti határon. Egyesek állandóak, pl. te-a lăudat ’megdicsért téged’, ți-a dat ’adott neked’. Az [e̯a] diftongus alkalmi is lehet, például az egyes szám nőnemű határozott végartikulus hozzáadásakor -e-re végződő szóhoz, pl. lume ’világ’ → lumea ’a világ’.
Alkalmilag keletkeznek diftongusok a gyors beszédben is. Lassú beszédben visszatér a hangűrös kiejtésük:
- szavak közötti határon: pe-aproape [pe̯aˈpro̯a.pe] → pe aproape [pe.aˈpro̯a.pe];[35]
- egyes szavakon belül: vreodată [vre.oˈda.tə] → [vre̯oˈda.tə] ’valamikor’,[36] vreun [vre.un] → [vre̯un] ’valami’.[37]

Újabb nézetben egyes szerzők szerint az [i̯] és az [u̯] valójában mássalhangzó fonémák (/j/ és /w/), az [e̯] és az [o̯] pedig félhangzó fonémák (/e̯/ és /o̯/).
Egészen más vélemény is van. Eszerint a románban van két félhangzó fonéma (/j/ és /w/), de [e̯] és [o̯] nem azok, és csak két diftongus van, mindkettő maga fonéma, /e̯a/ és /o̯a/. Az ezeken kívüli magánhangzókból a /j/-vel és a /w/-vel keletkező hangcsoportok egyazon szótagban nem lennének diftongusok. Ez a nézet többek között arra alapszik, hogy csak a fentebb említett e-ből és o-ból származó együttesek váltakoznak flexió közben az eredeti magánhangzókkal, tehát seară ’este’ → seri ’esték’, coadă ’farok’ → cozi ’farkok’.